# Yekaterina Bolotova
Yekaterina Vladímirovna Bolotova –en ruso, Екатерина Владимировна Болотова– (Oréjovo-Zúyevo, 12 de diciembre de 1992) es una deportista rusa que compite en bádminton, en la modalidad de dobles.
Ganó dos medallas en los Juegos Europeos, plata en Bakú 2015 y bronce en Minsk 2019.

## Palmarés internacional
| Juegos Europeos | Juegos Europeos     | Juegos Europeos   | Juegos Europeos |
| Año             | Lugar               | Medalla           | Prueba          |
| --------------- | ------------------- | ----------------- | --------------- |
| 2015            | Bakú (Azerbaiyán)   | Medalla de plata  | Dobles          |
| 2019            | Minsk (Bielorrusia) | Medalla de bronce | Dobles          |